# Lobsang Nyandrag Gyatso
Lobsang Nyandrag Gyatso was een Tibetaans geestelijke. Hij was de negenentachtigste Ganden tripa van ca. 1919 tot ca. 1924 en daarmee de hoofdabt van het klooster Ganden en hoogste geestelijke van de gelugtraditie in het Tibetaans boeddhisme.
Hij werd geboren in Drayab in Kham tussen 1825 en 1850. Over zijn ouders, jonge leven en ordinatie is niets bekend. Op jonge leeftijd ging hij naar Lhasa en schreef zich in bij het Shartse-college van het Gandenklooster.
Lobsang Nyandrag Gyatso studeerde logica en de belangrijke teksten van het Gelug-curriculum: Abhisamayālaṃkāra, Madhyamaka, Abhidharmakośa, Pramāṇavārttika en Vinaya. Hij legde het traditionele Geshe Lharampa examen, de hoogste soetra-graad, af tijdens het jaarlijkse Monlam Chenmo gebedsfestival in Lhasa. 
Vervolgens schreef hij zich in bij het Gyuto-college voor een tantra-studie, waarna hij de titel Ngakrampa of tantrameester verkreeg. Daarna werd hij leermeester, zangleider, opleidingshoofd en uiteindelijk abt van Gyuto. Na zijn ambtstermijn bij Gyuto werd hij hoofd van het Shartse-college van het Gandenklooster, een van de twee posities die de Ganden tripa leveren.
In 1918 werd Lobsang Nyandrag Gyatso de 89e troonhouder en hoogste abt van het Gandenklooster. Sommige bronnen noemen het jaar 1919. Tijdens zijn ambtsperiode voerde hij de daarbij behorende gebruikelijke taken uit als leiding geven, onderwijs verzorgen, leiding geven aan dharma-activiteiten en het jaarlijkse Monlam gebedsfestival. Volgens de meeste bronnen zou zijn ambtstermijn slechts twee jaar geduurd hebben, tot 1920. Volgens andere duurde het tot 1924. 
Niet bekend is wanneer hij is overleden. Volgens sommige vermeldingen zou hij in hetzelfde jaar zijn overleden als de 87e Ganden tripa (1919/1920) en zou zijn verdriet daarover ook de reden zijn van zijn eigen overlijden.